# Tom Standage

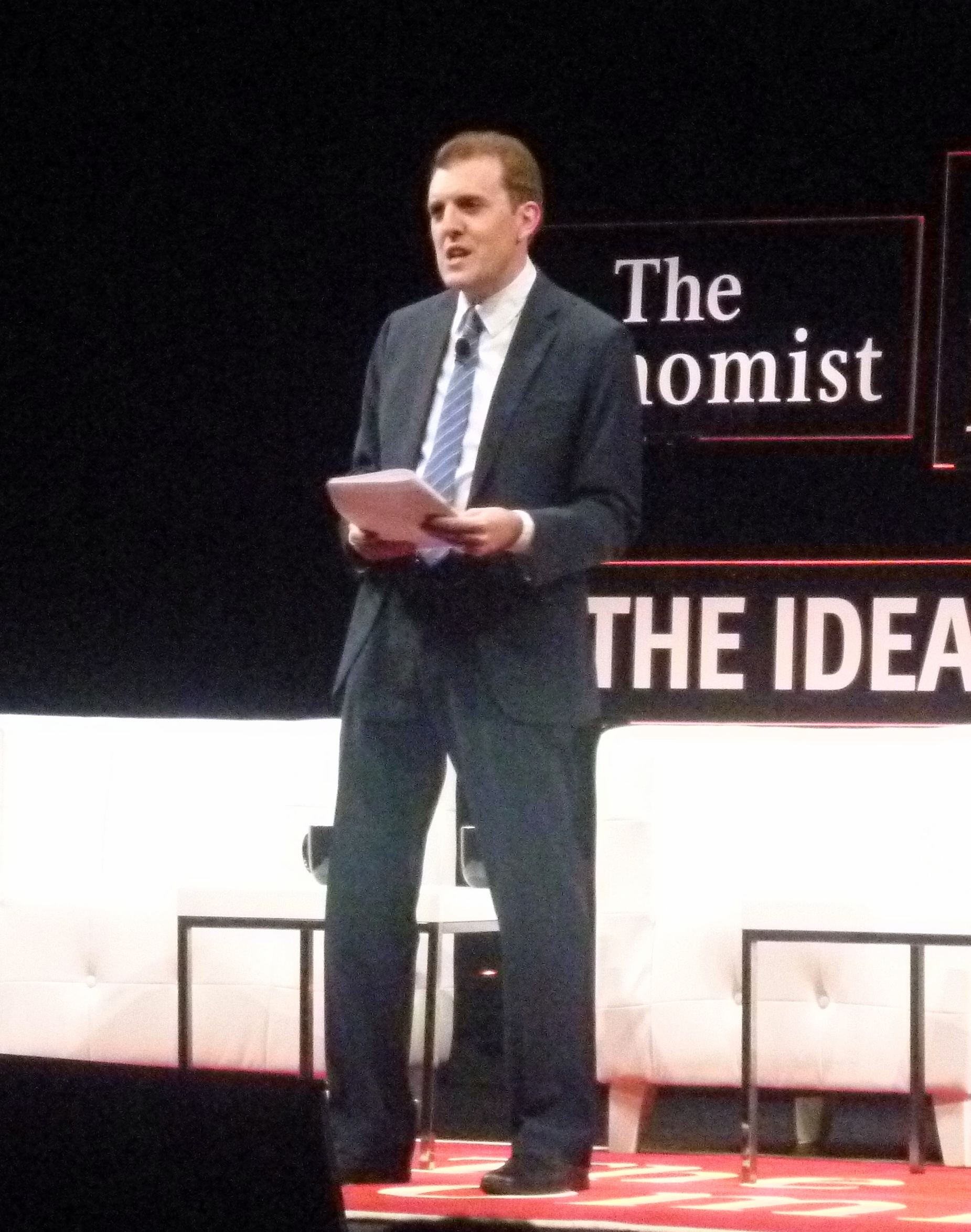
Tom Standage

Tom Standage (* 1969) ist ein englischer Wissenschaftsredakteur und Autor, der zu historischen Themen schreibt.
Tom Standage studierte Maschinenbau und Informatik in Oxford. Seither hat er für The Guardian, The Daily Telegraph und andere Zeitungen und Zeitschriften gearbeitet. Heute ist er Redakteur beim Economist.
Tom Standage lebt mit Frau und Kindern in Greenwich.
Er spielt Schlagzeug.

## Werke
- Das viktorianische Internet. - Midas-Verlag, St. Gallen, 1999. ISBN 3-907100-72-7
- Die Akte Neptun. Die abenteuerliche Geschichte der Entdeckung des 8. Planeten. Campus-Verlag, Frankfurt/Main 2001, ISBN 3-593-36676-2.
- Der Türke. Die Geschichte des ersten Schachautomaten und seiner abenteuerlichen Reise um die Welt. Campus-Verl., Frankfurt/Main 2002, ISBN 3-593-36677-0.
- Sechs Getränke, die die Welt bewegten. Artemis & Winkler, Düsseldorf, 2006. ISBN 3-538-07234-5 ISBN 978-3-538-07234-3
- Der Mensch ist, was er isst. Wie unsere Essen die Welt veränderte, aus dem Englischen von Michael Schmidt; Artemis & Winkler Verlag, Mannheim 2010, ISBN 978-3-538-07290-9.
- Writing on the Wall: Social Media—The First 2,000 Years. London: Bloomsbury, 2013. ISBN 1-62040-283-1.